# Escut de Susqueda
L'escut oficial de Susqueda té el següent blasonament:
Escut caironat partit: 1r. de sinople, una creu de Sant Vicenç en forma de sautor abscís d'or; 2n. de sable, una espasa d'or posada en pal sobremuntada d'una ferradura d'argent. Per timbre una corona mural de poble.

## Història
Va ser aprovat el 24 de maig de 1988 i publicat al DOGC el 20 de juny del mateix any amb el número 1007.
El sautor és l'atribut de sant Vicenç màrtir, patró de Susqueda, antic cap del municipi; des de 1967, el poble es troba sota les aigües del pantà de Susqueda, al riu Ter. La ferradura i l'espasa de la segona partició de l'escut són els atributs de sant Martí, patró del nou cap del municipi, el poble de Sant Martí Sacalm.